# Schistolobos
Schistolobos is een geslacht van libellen (Odonata) uit de familie van de waterjuffers (Coenagrionidae).

## Soorten
Schistolobos omvat 1 soort:
- Schistolobos boliviensis (Daigle, 2007)